# Grattacieli più alti di Dubai

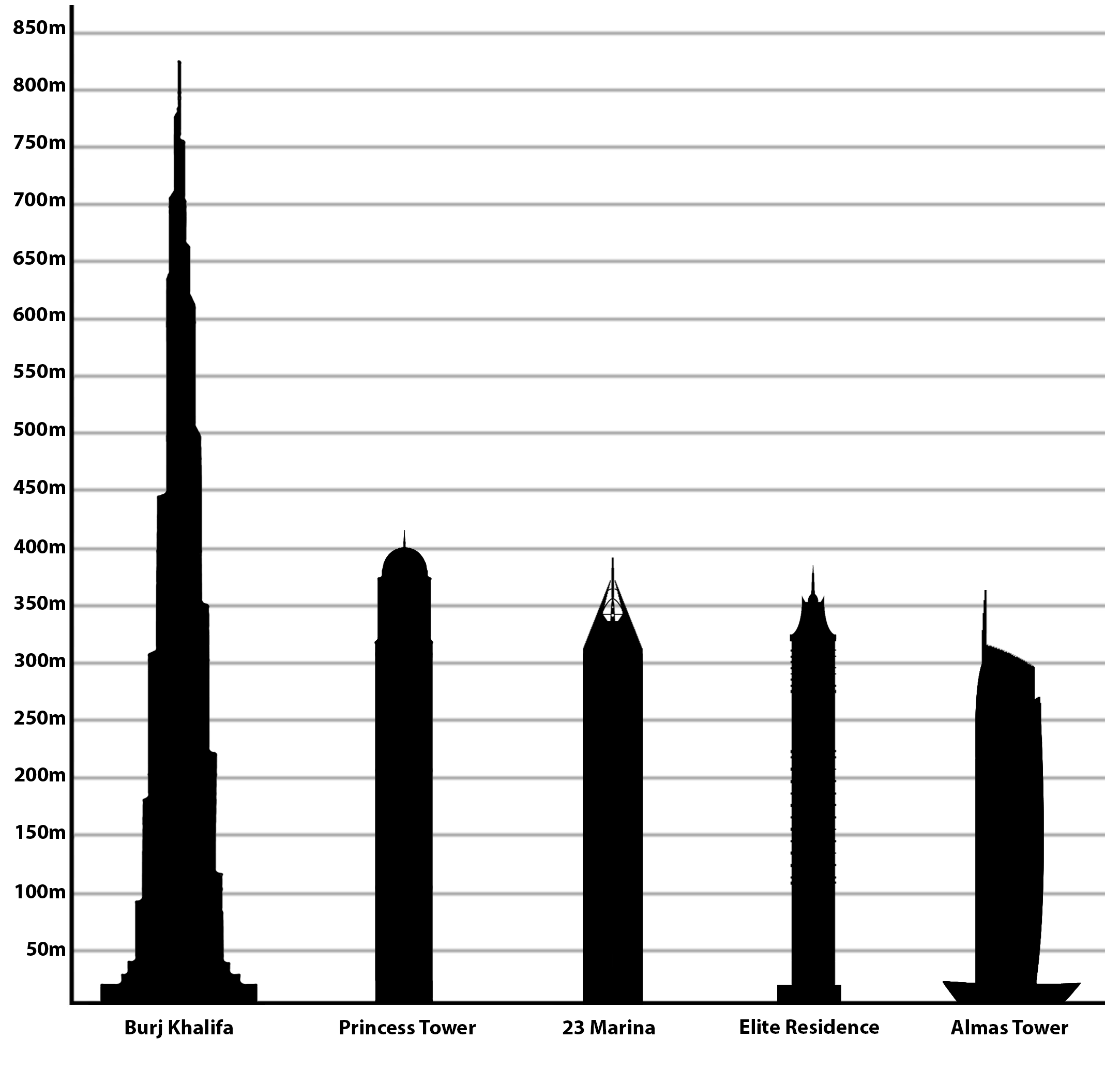
Edifici più
alti di Dubai (Marina 101 e Address Boulevard non inclusi)

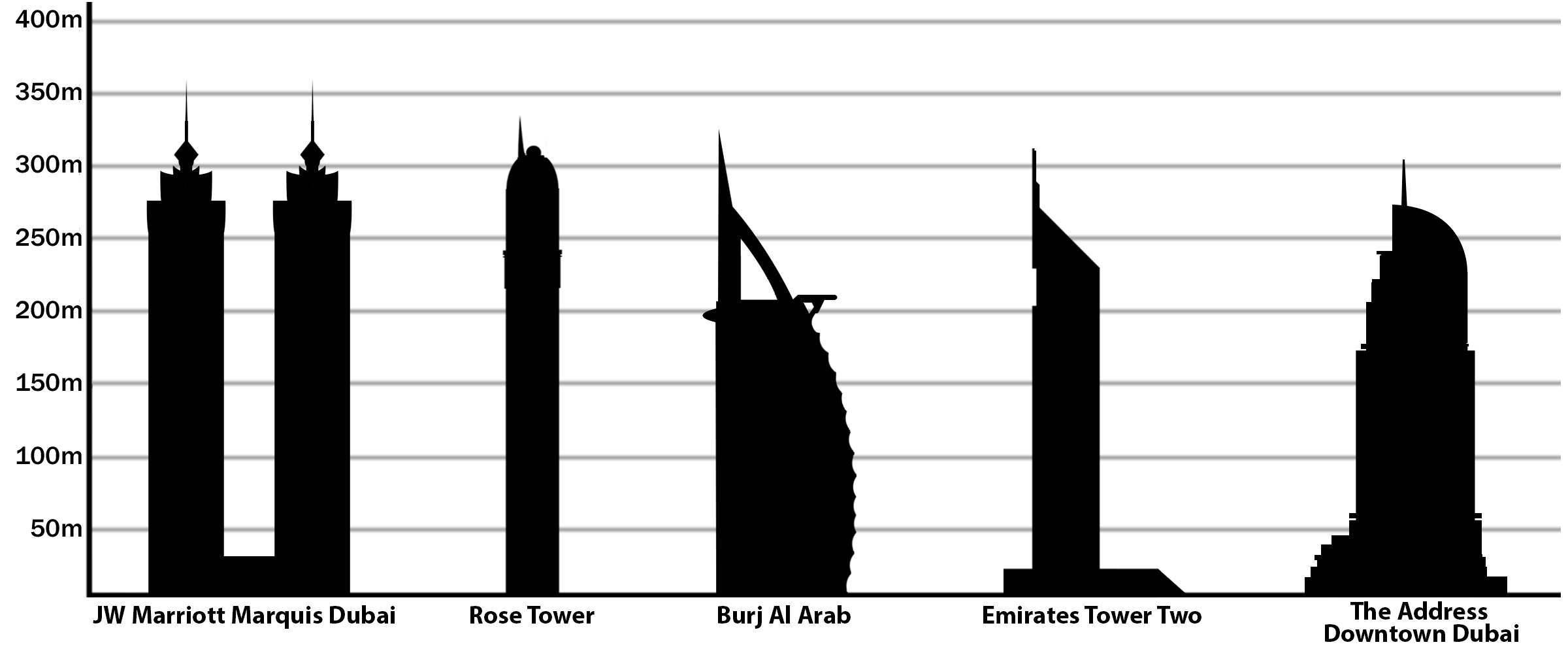
Gli hotel più alti di Dubai

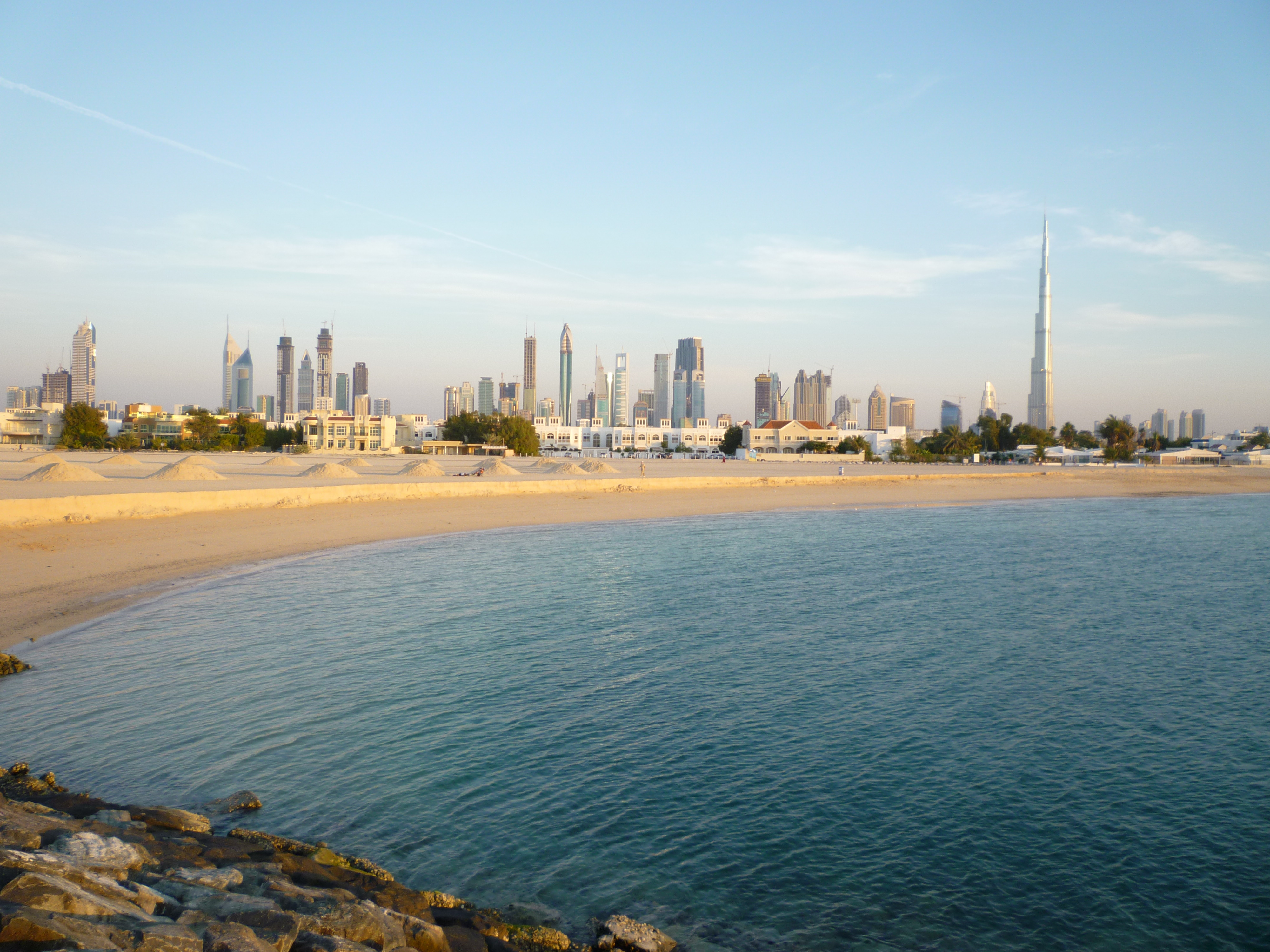
Skyline di Dubai prima del tramonto

Dubai, la più grande città degli Emirati Arabi Uniti, ospita numerosi grattacieli moderni, 108 più alti di 180 metri. L'edificio più alto di Dubai è il Burj Khalifa, alto 828 metri. La torre è sia l'edificio più alto del mondo sia la struttura artificiale più alta di qualsiasi tipo al mondo dal suo completamento nel gennaio 2010. Il secondo edificio più alto di Dubai è il Marina 101,alto 425 metri che è anche come il secondo grattacielo residenziale più alto del mondo . I grattacieli di Dubai sono, per la maggior parte, raggruppati in tre luoghi diversi. Il terreno lungo la E 11 Road fu il primo a svilupparsi, seguito dal quartiere di Dubai Marina e dal distretto di Business Bay.

## Edifici più alti
Questo elenco comprende tutti gli edifici più alti di 200 metri, basandosi sulla misurazione dell'altezza standard. Ciò include guglie e dettagli architettonici ma non include antenne. Un segno uguale (=) che segue un numero indica la stessa altezza tra due o più edifici. La colonna "Anno" indica l'anno in cui un edificio è stato completato. 
     E'stato l'edificio più alto del mondo al completamento.
| Posizione | Nome                                      | Immagine | Altezza m (piedi)      | Piani | Anno | Collegamenti            | Note                                                                   |
| --------- | ----------------------------------------- | -------- | ---------------------- | ----- | ---- | ----------------------- | ---------------------------------------------------------------------- |
| 1         | Burj Khalifa                              |          | 828 metri (2 717 ft)   | 209   | 2010 | [ 2 ] [ 4 ] [ 5 ] [ 6 ] | Attuale edificio più alto del mondo.                                   |
| 2         | Marina 101                                |          | 425 metri (1 394 ft)   | 101   | 2017 |                         | Secondo edificio residenziale più alto del mondo dopo 432 Park Avenue. |
| 3         | Princess Tower                            |          | 414 metri (1 358 ft)   | 108   | 2012 | [ 7 ] [ 8 ]             |                                                                        |
| 4         | 23 Marina                                 |          | 392,8 metri (1 289 ft) | 90    | 2012 | [ 9 ] [ 10 ]            |                                                                        |
| 5         | Elite Residence                           |          | 381 metri (1 250 ft)   | 90    | 2012 | [ 11 ] [ 12 ]           |                                                                        |
| 6         | The Address the BLVD                      |          | 370 metri (1 210 ft)   | 72    | 2016 |                         |                                                                        |
| 7         | Almas Tower                               |          | 360 metri (1 180 ft)   | 68    | 2008 | [ 13 ] [ 14 ] [ 15 ]    | Edificio commerciale più alto della città                              |
| 8         | Gevora Hotel                              |          | 356 metri (1 168 ft)   | 75    | 2017 |                         | Hotel più alto del mondo                                               |
| 9=        | JW Marriott Marquis Dubai Tower 1         |          | 355 metri (1 165 ft)   | 76    | 2012 | [ 16 ] [ 17 ]           |                                                                        |
| 9=        | JW Marriott Marquis Dubai Tower 2         |          | 355 metri (1 165 ft)   | 76    | 2012 | [ 16 ] [ 18 ]           |                                                                        |
| 11        | Emirates Office Tower                     |          | 355 metri (1 165 ft)   | 54    | 2000 | [ 19 ] [ 20 ]           |                                                                        |
| 12        | The Torch                                 |          | 352 metri (1 155 ft)   | 79    | 2011 | [ 21 ]                  |                                                                        |
| 13        | SLS Dubai Hotel & Residences              |          | 336 metri (1 102 ft)   | 78    | 2020 |                         |                                                                        |
| 14        | DAMAC Residenze                           |          | 335 metri (1 099 ft)   | 88    | 2018 |                         |                                                                        |
| 15        | Rose Rayhaan by Rotana                    |          | 333 metri (1 093 ft)   | 72    | 2007 | [ 22 ] [ 23 ] [ 24 ]    | Primo grattacielo di Dubai più alto di 300 metri                       |
| 16        | The Address Residence - Fountain View III |          | 331 metri (1 086 ft)   | 77    | 2019 |                         |                                                                        |
| 17        | Al Yaqoub Tower                           |          | 328 metri (1 076 ft)   | 69    | 2013 | [ 25 ] [ 26 ]           | Ispirato al Big Ben di Londra.                                         |
| 18        | Index Tower                               |          | 326 metri (1 070 ft)   | 80    | 2010 | [ 27 ] [ 28 ] [ 29 ]    |                                                                        |
| 19        | Burj Al Arab                              |          | 321 metri (1 053 ft)   | 60    | 1999 | [ 30 ] [ 31 ]           |                                                                        |
| 20        | HHHR Tower                                |          | 318 metri (1 043 ft)   | 72    | 2010 | [ 32 ] [ 33 ]           |                                                                        |
| 21        | Ocean Heights                             |          | 310 metri (1 020 ft)   | 83    | 2010 | [ 34 ]                  |                                                                        |
| 22        | Jumeirah Emirates Towers Hotel            |          | 309 metri (1 014 ft)   | 56    | 2000 | [ 35 ] [ 36 ]           |                                                                        |
| 23        | Cayan Tower                               |          | 306 metri (1 004 ft)   | 73    | 2013 | [ 37 ] [ 38 ]           |                                                                        |
| 24        | The Address Downtown Dubai                |          | 302 metri (991 ft)     | 63    | 2008 | [ 39 ] [ 40 ] [ 41 ]    |                                                                        |
| 25        | Emirates Crown                            |          | 296 metri (971 ft)     | 63    | 2008 | [ 42 ] [ 43 ]           |                                                                        |
| 26        | Khalid Al Attar Tower 2                   |          | 294 metri (965 ft)     | 66    | 2011 | [ 44 ] [ 45 ]           |                                                                        |
| 27        | Sulafa Tower                              |          | 288 metri (945 ft)     | 75    | 2010 | [ 46 ] [ 47 ]           |                                                                        |
| 28        | Millennium Tower                          |          | 285 metri (935 ft)     | 60    | 2006 | [ 48 ] [ 49 ]           |                                                                        |
| 29        | The Address Residence - Fountain Views I  |          | 283,2 metri (929 ft)   | 70    | 2018 |                         |                                                                        |
| 29        | The Address Residence - Fountain Views II |          | 282,7 metri (927 ft)   | 70    | 2018 |                         |                                                                        |
| 30        | Al Hekma Tower                            |          | 282 metri (925 ft)     | 64    | 2015 |                         |                                                                        |
| 31        | Marina Pinnacle                           |          | 280 metri (920 ft)     | 73    | 2011 |                         |                                                                        |
| 32        | D1                                        |          | 277,5 metri (910 ft)   | 80    | 2015 | [ 50 ] [ 51 ]           |                                                                        |
| 33        | Burj Vista Tower 1                        |          | 272 metri (892 ft)     | 80    | 2018 |                         |                                                                        |
| 34        | Radisson Royal Hotel Dubai                |          | 269 metri (883 ft)     | 60    | 2010 | [ 52 ] [ 53 ] [ 54 ]    |                                                                        |
| 35        | 21st Century Tower                        |          | 269 metri (883 ft)     | 55    | 2003 | [ 55 ] [ 56 ]           |                                                                        |
| 36        | DAMAC Paramount Hotel & Residences        |          | 268,1 metri (880 ft)   | 69    | 2018 |                         |                                                                        |
| 36=       | DAMAC Maison-Paramount Tower 1            |          | 268,1 metri (880 ft)   | 69    | 2018 |                         |                                                                        |
| 36=       | DAMAC Maison-Paramount Tower 2            |          | 268,1 metri (880 ft)   | 69    | 2018 |                         |                                                                        |
| 36=       | DAMAC Maison-Paramount Tower 3            |          | 268,1 metri (880 ft)   | 69    | 2018 |                         |                                                                        |
| 37        | Al Kazim Tower 1                          |          | 265 metri (869 ft)     | 53    | 2008 | [ 57 ] [ 58 ]           |                                                                        |
| 38=       | Al Kazim Tower 2                          |          | 265 metri (869 ft)     | 53    | 2008 | [ 59 ] [ 60 ]           |                                                                        |
| 39        | Ubora Tower 1                             |          | 263 metri (863 ft)     | 58    | 2010 | [ 61 ] [ 62 ]           |                                                                        |
| 40        | Islamic Bank Residential Tower            |          | 261 metri (856 ft)     | 51    | 2011 | [ 63 ] [ 64 ]           |                                                                        |
| 41        | Vision Tower                              |          | 260 metri (850 ft)     | 60    | 2008 | [ 65 ] [ 66 ]           |                                                                        |
| 42        | Marina Gate II                            |          | 257 metri (843 ft)     | 64    | 2019 |                         |                                                                        |
| 43        | Conrad Dubai                              |          | 255 metri (837 ft)     | 51    | 2013 | [ 67 ] [ 68 ] [ 69 ]    |                                                                        |
| 44        | Dubai Marriott Harbour Hotel & Suites     |          | 254 metri (833 ft)     | 59    | 2007 | [ 70 ] [ 71 ]           |                                                                        |
| 45        | Angsana Suites Tower                      |          | 250 metri (820 ft)     | 49    | 2007 | [ 72 ] [ 73 ]           |                                                                        |
| 46        | Chelsea Tower                             |          | 250 metri (820 ft)     | 49    | 2005 | [ 74 ] [ 75 ]           |                                                                        |
| 47        | Ahmed Khoory Tower                        |          | 250 metri (820 ft)     | 60    | 2013 | [ 76 ]                  |                                                                        |
| 48        | Al Tayer Tower                            |          | 249 metri (817 ft)     | 59    | 2009 | [ 77 ] [ 78 ]           |                                                                        |
| 49        | Rolex Tower                               |          | 247 metri (810 ft)     | 63    | 2010 | [ 79 ]                  |                                                                        |
| 49=       | Al Fattan Tower                           |          | 245 metri (804 ft)     | 51    | 2006 | [ 80 ] [ 81 ]           |                                                                        |
| 50=       | Oasis Beach Tower                         |          | 245 metri (804 ft)     | 51    | 2006 | [ 82 ] [ 83 ]           |                                                                        |
| 51        | AAM Tower                                 |          | 244 metri (801 ft)     | 46    | 2008 | [ 84 ] [ 85 ]           |                                                                        |
| 52        | Dubai Creek Tower                         |          | 243 metri (797 ft)     | 54    | 2002 | [ 86 ] [ 87 ]           |                                                                        |
| 53        | Sama Tower                                |          | 240 metri (790 ft)     | 51    | 2009 | [ 88 ] [ 89 ]           |                                                                        |
| 54=       | Churchill Residency                       |          | 235 metri (771 ft)     | 61    | 2010 | [ 90 ] [ 91 ]           |                                                                        |
| 54=       | The Buildings by Daman*                   |          | 235 metri (771 ft)     | 65    | 2014 | [ 92 ] [ 93 ] [ 94 ]    |                                                                        |
| 55        | Park Place                                |          | 234 metri (768 ft)     | 56    | 2007 | [ 95 ] [ 96 ]           |                                                                        |
| 56        | Mag 218 Tower                             |          | 232 metri (761 ft)     | 66    | 2010 | [ 97 ] [ 98 ]           |                                                                        |
| 57        | Al Tayer Tower                            |          | 225 metri (738 ft)     | 59    | 2009 | [ 77 ] [ 99 ]           |                                                                        |
| 58        | The Bay Gate*                             |          | 221 metri (725 ft)     | 53    | 2014 | [ 100 ] [ 101 ]         |                                                                        |
| 59=       | Angsana Hotel Tower                       |          | 221 metri (725 ft)     | 49    | 2008 | [ 102 ]                 |                                                                        |
| 59=       | Angsana Suites Tower                      |          | 221 metri (725 ft)     | 49    | 2007 | [ 103 ] [ 104 ]         |                                                                        |
| 60        | Trident Grand Residence                   |          | 220 metri (720 ft)     | 45    | 2009 | [ 105 ]                 |                                                                        |
| 61        | Al Bateen Tower                           |          | 220 metri (720 ft)     | 56    | 2013 | [ 106 ] [ 107 ]         |                                                                        |
| 62        | Jumeirah Bay 2                            |          | 218 metri (715 ft)     | 47    | 2009 | [ 108 ] [ 109 ]         |                                                                        |
| 63=       | Jumeirah Beach Residence Sadaf 4          |          | 216 metri (709 ft)     | 54    | 2007 | [ 110 ] [ 111 ]         |                                                                        |
| 63=       | Amwaj Rotana Resort                       |          | 216 metri (709 ft)     | 25    | 2007 | [ 110 ] [ 111 ]         |                                                                        |
| 63=       | Jumeirah Beach Residence Sadaf 4          |          | 216 metri (709 ft)     | 54    | 2007 | [ 112 ] [ 113 ]         |                                                                        |
| 64        | Al Seef Towers                            |          | 215 metri (705 ft)     | 46    | 2005 | [ 114 ] [ 115 ]         |                                                                        |
| 65=       | Grosvenor House The Residence             |          | 210 metri (690 ft)     | 48    | 2010 | [ 116 ] [ 117 ]         |                                                                        |
| 65=       | Grosvenor House West Marina Beach         |          | 210 metri (690 ft)     | 48    | 2005 | [ 118 ] [ 119 ]         |                                                                        |
| 65=       | Al Rostamani Maze Tower                   |          | 210 metri (690 ft)     | 56    | 2010 | [ 120 ]                 |                                                                        |
| 65=       | Latifa Tower                              |          | 210 metri (690 ft)     | 56    | 2010 | [ 121 ]                 |                                                                        |
| 65=       | Le Rêve                                   |          | 210 metri (690 ft)     | 50    | 2006 | [ 122 ] [ 123 ]         |                                                                        |
| 66=       | Marina Heights Tower                      |          | 208 metri (682 ft)     | 55    | 2006 | [ 124 ] [ 125 ] [ 126 ] |                                                                        |
| 66=       | Executive Tower M                         |          | 208 metri (682 ft)     | 52    | 2009 | [ 127 ]                 |                                                                        |
| 66=       | Jumeirah Beach Residence Bahar 1          |          | 208 metri (682 ft)     | 52    | 2007 | [ 128 ] [ 129 ]         |                                                                        |
| 67=       | Marina Crown                              |          | 207 metri (679 ft)     | 52    | 2006 | [ 130 ] [ 131 ]         |                                                                        |
| 67=       | Tamani Hotel Marina                       |          | 207 metri (679 ft)     | 54    | 2006 | [ 132 ] [ 133 ]         |                                                                        |
| 68        | Marina Gate I                             |          | 206 metri (676 ft)     | 52    | 2018 |                         |                                                                        |
| 69        | Nassima Tower                             |          | 204 metri (669 ft)     | 49    | 2010 | [ 134 ] [ 135 ]         |                                                                        |
| 70        | Dubai Mixed-Use Towers                    |          | 201 metri (659 ft)     | 61    | 2013 |                         |                                                                        |
| 71=       | The Citadel                               |          | 200 metri (660 ft)     | 48    | 2008 | [ 136 ] [ 137 ]         |                                                                        |
| 71=       | MBK Tower                                 |          | 200 metri (660 ft)     | 59    | 2010 | [ 138 ]                 |                                                                        |
| 71=       | Shangri-La Hotel                          |          | 200 metri (660 ft)     | 43    | 2003 | [ 139 ] [ 140 ] [ 141 ] |                                                                        |
| 72        | Al Sahab Towers                           |          | 180,4 metri (592 ft)   | 44    | 2004 | [ 142 ]                 |                                                                        |

## Edifici in costruzione, approvati e proposti

### In costruzione
Questa lista include tutti gli edifici più alti di 150 metri in costruzione, proposti o approvati

#### Dubai Creek Harbour
| Nome                                  | Altezza m (ft)         | Piani | Anno* | Gli appunti                                                |
| ------------------------------------- | ---------------------- | ----- | ----- | ---------------------------------------------------------- |
| Dubai Creek Tower                     | 1 345 metri (4 413 ft) | 210   | 2020  | La costruzione è iniziata nel 2016. Fondazione completata. |
| 17 Icon Bay                           | 150 metri (490 ft)     |       |       |                                                            |
| Dubai Creek Residences                | 150 metri (490 ft)     |       |       |                                                            |
| Palace Residences Dubai Creek Harbour | 200 metri (660 ft) +   |       |       |                                                            |
| The Grand (Dubai)                     | 250 metri (820 ft) +   |       |       |                                                            |
| Adress Harbor Point                   | 300 metri (980 ft) +   |       |       |                                                            |
| Creekside 18                          | 150 metri (490 ft)     |       |       |                                                            |
| Vista sul porto                       | 207 metri (679 ft)     |       |       |                                                            |

#### Altri distretti
| Nome                                                | Altezza m (ft)         | Piani | Anno* | Note    |
| --------------------------------------------------- | ---------------------- | ----- | ----- | ------- |
| Entisar Tower                                       | 550 metri (1 800 ft)   | 121   | 2020  | [ 145 ] |
| Burj Jumeirah                                       | 550 metri (1 800 ft)   | 124   | 2023  |         |
| Marina 106                                          | 445 metri (1 460 ft)   | 107   | 2019  | [ 146 ] |
| La Maison by HDS                                    | 387,5 metri (1 271 ft) | 105   | 2021  |         |
| Uptown Tower                                        | 370 metri (1 210 ft)   | 83    | 2022  |         |
| Ciel Tower                                          | 365 metri (1 198 ft)   | 82    | 2024  |         |
| Il Primo 1                                          | 356 metri (1 168 ft)   | 88    | 2020  |         |
| Grande                                              | 338 metri (1 109 ft)   | 79    | 2022  |         |
| AMA Tower                                           | 333 metri (1 093 ft)   | 62    | 2021  |         |
| One Zabeel Tower 1                                  | 330 metri (1 080 ft)   | 67    | 2021  |         |
| Adventz Tower                                       | 328 metri (1 076 ft)   | 68    | 2022  |         |
| Viceroy Dubai Jumeirah Village                      | 314 metri (1 030 ft)   | 68    | 2019  | –       |
| Al Wasl Tower                                       | 302 metri (991 ft)     | 64    | 2020  |         |
| Jumeirah Gate (The Address Jumeirah Resort and Spa) | 301 metri (988 ft)     | 77    | 2020  |         |
| City Tower 1                                        | 300 metri (980 ft)+    | 83    | 2022  |         |
| Dubai Pearl                                         | 300 metri (980 ft)     | 73    | 2021  | [ 147 ] |
| Opera Grand                                         | 295 metri (968 ft)     | 71    | 2020  |         |
| Forte 1                                             | 288 metri (945 ft)     | 70    | 2020  |         |
| Tunolar Tower                                       | 285 metri (935 ft)     | 61    | 2021  |         |
| ICD Brookfield Place                                | 282 metri (925 ft)     | 54    | 2019  |         |
| The Address Residences Dubai Opera Tower 1          | 260 metri (850 ft)     | 65    | 2020  |         |
| Downtown Views II Tower 1                           | 258 metri (846 ft)     | 68    | 2020  |         |
| Hotel Residences at Meydan Beach                    | 257 metri (843 ft)     | 55    | 2020  |         |
| Al Sofouh Dic Tower                                 | 253 metri (830 ft)     | 55    | 2021  |         |
| Paramount Tower Hotel & Residence                   | 250 metri (820 ft)     | 65    | 2019  |         |
| Vida Residence Dubai Opera                          | 250 metri (820 ft)     | 65    | 2020  |         |
| Downtown Views II Tower 2                           | 245 metri (804 ft)     | 62    | 2020  |         |
| Vida Residence Downtown Dubai                       | 245 metri (804 ft)     | 58    | 2019  |         |
| One Zabeel Tower 2                                  | 235 metri (771 ft)     | 57    | 2021  |         |
| The Palm Tower                                      | 231 metri (758 ft)     | 52    | 2019  |         |
| The Address Residences Dubai Opera Tower 2          | 230 metri (750 ft)     | 55    | 2020  |         |
| Vida Hotel and Residences - Dubai Marina Yacht Club | 229 metri (751 ft)     | 57    | 2020  |         |
| Vida Residence Dubai Mall                           | 228 metri (748 ft)     | 56    | 2020  |         |
| Downtown Views                                      | 225 metri (738 ft)     | 55    | 2021  |         |
| Downtown Views II Tower 3                           | 214 metri (702 ft)     | 54    | 2020  |         |
| Act One                                             | 214 metri (702 ft)     | 52    | 2019  |         |
| Central Tower                                       | 211 metri (692 ft)     | 49    | 2021  |         |
| Beach Tower                                         | 205 metri (673 ft)     | 48    | 2021  |         |
| Royal Atlantis                                      | 192 metri (630 ft)     | 43    | 2020  |         |
| Imperial Avenue                                     | 192 metri (630 ft)     | 45    | 2019  |         |
| Forte 2                                             | 183 metri (600 ft)     | 42    | 2020  |         |
| Act Two                                             | 180 metri (590 ft)     | 46    | 2019  |         |

* Le voci della tabella con trattini (-) indicano che le informazioni relative alle date di completamento degli edifici non sono ancora state rilasciate.

### In attesa
Questa è una lista degli edifici la cui costruzione è iniziata ma è stata interrotta.

#### Approvati
| Name                                     | Height* m (ft)       | Floors | Year* (est.) | Notes           |
| ---------------------------------------- | -------------------- | ------ | ------------ | --------------- |
| Dubai One                                | 711 metri (2 333 ft) | 161    | 2021         | [ 148 ] [ 149 ] |
| Burj 2020                                | 660 metri (2 170 ft) | 115    | –            | [ 150 ]         |
| Alpha Towers                             | 548 metri (1 798 ft) | 110    | 2022         |                 |
| The Jumeirah Business Bay                | 489 metri (1 604 ft) | 100    | –            |                 |
| SRG Tower                                | 471 metri (1 545 ft) | 111    | 2022         |                 |
| New Dubai Skyline Tower                  | 400 metri (1 300 ft) | 130    |              |                 |
| SZR Tower                                | 385 metri (1 263 ft) | 100    | 2018         |                 |
| Business Bay Tower                       | 365 metri (1 198 ft) | 76     |              |                 |
| Aykon City                               | 351 metri (1 152 ft) | 65     | 2020         |                 |
| Dubawi Tower                             | 332 metri (1 089 ft) | 80     | –            |                 |
| The Address Residence Fountain Views III | 331 metri (1 086 ft) | 77     | 2019         | [ 151 ]         |
| Vida Zabeel                              | 329 metri (1 079 ft) | 73     | 2022         |                 |
| Blvd Crescent                            |                      | 41     | —            |                 |
| RP One Tower                             | 315 metri (1 033 ft) | 95     | –            |                 |
| Amna Tower                               | 307 metri (1 007 ft) | 75     | 2018         |                 |
| Noura Tower                              | 307 metri (1 007 ft) | 75     | 2018         |                 |
| Il Primo 2                               | 300 metri (980 ft)   | 71     | 2020         |                 |
| Vertex Tower                             | 298 metri (978 ft)   | 83     | –            |                 |
| Tiger Business Bay Guide Tower           | 296 metri (971 ft)   | 65     | —            |                 |
| The Grand Boulevard Tower                | 291 metri (955 ft)   | 69     | —            | [ 152 ]         |
| Unnamed Tower                            | 280 metri (920 ft)   | 50     |              |                 |
| Boulevard Point                          | 279 metri (915 ft)   | 69     | 2019         |                 |
| Marina Arcade                            | 268 metri (879 ft)   | 65     | —            | [ 153 ]         |
| Burj Vista                               | 272 metri (892 ft)   | 63     | 2018         | [ 154 ]         |
| Burj Royale                              | 253 metri (830 ft)   | 59     | 2022         |                 |
| Fifty-Two (52)                           | –                    | 52     | 2020         |                 |
| JB Tower                                 | 264 metri (866 ft)   | 60     | —            | [ 155 ]         |
| Palm 360                                 | 260 metri (850 ft)   | 43     | 2021         |                 |
| Escan Tower                              | 256 metri (840 ft)   | 60     | —            | [ 156 ]         |
| Burj Park III                            | 253 metri (830 ft)   | 60     | —            |                 |
| Burjside Terrace                         | 248 metri (814 ft)   | 62     | —            | [ 157 ]         |
| The Residence at Marina Gate 3           | 239 metri (784 ft)   | 47     | 2020         |                 |
| Merra Tower                              | —                    | 52     | 2018         |                 |
| The Mansion at Burj Khalifa              | 227 metri (745 ft)   | 60     | —            | [ 158 ]         |
| Nili Tower                               | 220 metri (720 ft)   | 57     | —            | [ 159 ] [ 160 ] |
| Al Boraq Tower                           | 210 metri (690 ft)   | 45     | —            | [ 161 ] [ 162 ] |
| IRIS Mist                                | 200 metri (660 ft)   | 54     | —            | [ 163 ] [ 164 ] |
| The Sheffield Tower                      | 200 metri (660 ft)   | 46     | —            | [ 165 ] [ 166 ] |
| Fortune Araames                          | 200 metri (660 ft)   | 45     | —            | [ 167 ] [ 168 ] |
| Masmreq Bank                             | 195 metri (640 ft)   | 36     | 2019         |                 |
| El Matador Tower                         | 185 metri (607 ft)   | 43     | —            | [ 169 ] [ 170 ] |
| Mag 220 Tower                            | 180 metri (590 ft)   | 45     | —            | [ 171 ] [ 172 ] |
| Four-Two (45)                            |                      | 42     | 2020         |                 |
| Palm Beach Residence by Nakheel          | 180 metri (590 ft)   | 38     | 2021         |                 |
| Arabian Crowne                           | 180 metri (590 ft)   | 45     | —            | [ 173 ] [ 174 ] |

## Cronologia degli edifici più alti
Questa è una lista degli edifici che una volta erano i più alti di Dubai. Nonostante il recente grande boom dei grattacieli di Dubai, ci sono solo sette edifici nell'elenco. 
| Nome                     | Anni più alti | Altezza <br/> m (ft)         | Piani | Riferimento |
| ------------------------ | ------------- | ---------------------------- | ----- | ----------- |
| Forte Al Fahidi          | 1799-1973     | 23 metri (75 ft)             | 1     | [ 175 ]     |
| Sheikh Rashid Building   | 1973-1978     | 69 metri (226 ft)            | 17    | [ 176 ]     |
| Dubai World Trade Center | 1979-1999     | 184 metri (604 ft)           | 39    | [ 177 ]     |
| Burj Al Arab             | 1999-2000     | 321 metri (1 053 ft)         | 60    | [ 30 ]      |
| Emirates Office Tower    | 2000-2008     | 355 metri (1 165 ft) / 1.163 | 56    | [ 19 ]      |
| Torre Almas              | 2008-2009     | 360 metri (1 180 ft)         | 74    | [ 14 ]      |
| Burj Khalifa             | 2009-presente | 828 metri (2 717 ft)         | 209   | [ 2 ]       |